# IhroSerwis Symferopol
IhroSerwis Symferopol (ukr. Футбольний клуб «ІгроСервіс» Сімферополь, Futbolnyj Kłub „IhroSerwis” Simferopol; ros. «ИгроСервис» Симферополь, krym. İgroServis) – ukraiński klub piłkarski z siedzibą w Symferopolu. Założony w roku 1936 jako Dynamo.
Występuje w rozgrywkach ukraińskiej Pierwszej Lihi.

## Historia
Chronologia nazw:
- 1936–195?: Dynamo Symferopol (ukr. «Динамо» Сімферополь)
- 2000–9 marca 2004: Dynamo Symferopol (ukr. «Динамо» Сімферополь)
- 9 marca 2004–19 grudnia 2006: Dynamo-IhroSerwis Symferopol (ukr. «Динамо-ІгроСервіс» Сімферополь)
- 19 grudnia 2006–...: IhroSerwis Symferopol (ukr. «ІгроСервіс» Сімферополь)

Piłkarski klub IhroSerwis Symferopol kontynuuje tradycje zespołu Dynamo Symferopol, który był założony w 1936 roku. Do 1941 zespół z dobrymi wynikami występował w rozrywkach Mistrzostw Krymu.
W 1940 roku zdobył Mistrzostwo i Puchar Krymu. W czasie wojny 1941–1945 zginęło wiele piłkarzy. Po wojnie już nie był takim mocnym zespołem. Tylko raz udało się zdobyć Mistrzostwo i Puchar Krymu.  W latach 1939–1954 Dynamo Symferopol stałe występował w grupowych rozgrywkach Mistrzostw ZSRR. W końcu lat 50. XX wieku zespół występował bardzo słabo i przez długie lata przestał występować w wielkich turniejach.
W 2000 roku za inicjatywą piłkarskiego specjalisty Mychajła Saczka oraz przedsiębiorcy Mykoły Paszkulskiego w Symferopolu odrodzono klub dynamowski. Klub został organizacją cywilną, założony na bazie klubu Charczowyk Symferopol (ukr. «Харчовик») – wielokrotnego mistrza miasta. Klub zaczął występować w rozrywkach Mistrzostw Krymu. Dobre występy zwróciło uwagę kierownictwa Ministerstwa Spraw Wewnętrznych Ukrainy, które zaczęło opiekować się klubem.
W lipcu 2001 roku Dynamo Symferopol otrzymuje status klubu profesjonalnego i od sezonu 2001/02 występuje w Drugiej Lidze. 22 lipca 2001 w Armiańsku klub rozegrał swój pierwszy mecz, w którym przegrał z miejscowym klubem Tytan Armiańsk 0:1.
Od 9 marca 2004 klub nazywa się Dynamo-IhroSerwis Symferopol i w sezonie 2003/04 zdobywa awans. Od sezonu 2004/05 klub występuje w Pierwszej Lidze. Klub Dynamo Kijów zastrzegł sobie nazwę Dynamo i od 19 grudnia 2006 roku klub nazywa się IhroSerwis Symferopol.

## Sukcesy
- 6 miejsce w Pierwszej Lidze (1 x):

2007/08

## Trenerzy
- 2000–07.2005:  Mychajło Saczko
- 07.2005–09.2005:  Serhij Łeżencew
- 09.2005–07.04.2007:  Ołeh Łutkow
- 07.04.2007–28.08.2007:  Rostysław Łysenko
- 09.2007–06.2009:  Serhij Szewczenko